# Paraphylax
 (avril 2018).
Le paraphylax (en grec byzantin παραφύλαξ), littéralement le « gardien en chef », est le titre porté par des officiers ou des fonctionnaires de rang inférieur dans l'administration provinciale de l'Empire byzantin. Il apparaît en Asie Mineure au IIe siècle av. J.-C. Son rôle est d'abord de parcourir les campagnes environnant la ville afin de s’assurer de la défense du territoire. Ensuite, après la conquête romaine, dans le courant du IIe siècle, le paraphylax gagnent de nouvelles responsabilités. Le paraphylax devient une magistrature romaine, probablement intégrée au cursus honorum des cités. Ainsi, son rôle change par la même occasion. Il devient un magistrat responsable de l'ordre public dans l’ensemble des campagnes de l’Asie Mineure. Au IIIe siècle, cette magistrature semble disparaître puisqu’elle est de moins en moins mentionnée, jusqu’à ce qu’elle ne le soit plus du tout. Elle réapparaît toutefois dans l’Empire byzantin au VIIIe siècle. Cela est causé par la création des thèmes et des armées thématiques. Il n'est plus question d'une magistrature romaine, mais il s'agit plutôt d'un titre honorifique garantissant au paraphylax certaines fonctions dans la ville. Il devait s’assurer de la défense de la ville et de son territoire, dirigeant les opérations. Il pouvait aussi s’occuper de commander des forces irrégulières dans les villes provinciales ou de superviser l’ordre public. Le titre de paraphylax apparaît sur plusieurs sceaux, datant du VIIIe siècle jusqu’au XIe siècle, notamment en Crète, à Thessalonique, Nicée et Abydos, où ils combinent fréquemment les titres et les fonctions. 

## Le paraphylax durant l'Antiquité

### Durant l'époque attalide
L’origine du paraphylax est antérieure à l’époque byzantine. Durant l’Antiquité, il est d’abord un fonctionnaire responsable du territoire rural des cités orientales gréco-romaines. Une fois regroupé, il constitue une force armée qui doit défendre les campagnes de la cité. Le premier témoignage de l’emploi de ce mot date de 133 av. J.-C.. Mais le paraphylax fait partie d’une institution plus large : la paraphylakie. Cette institution est originaire du royaume de Pergame au IIIe siècle av. J.-C. Avant l’arrivée du paraphylax, les premiers fonctionnaires de la paraphylakie sont les paraphylakitai. Leur rôle est aussi, bien sûr, d’assurer la sécurité des campagnes de la cité. Cependant, ils sont plus de simples gendarmes des campagnes que des fonctionnaires. Avec le temps, ces derniers disparaissent et ils sont remplacés par les paraphylakes (pluriel de paraphylax). Il est aussi probable qu’ils n’aient pas été remplacés, mais que le mot ait plutôt changé dans la langue populaire, pour être ensuite utilisé par les fonctionnaires. Néanmoins, les paraphylakes comme les paraphylakitai occupaient un rôle important dans la protection des cités et de leur territoire.

### Durant l'époque romaine
Après la conquête de l’Asie Mineure par les Romains, la paraphylakie subit quelques changements. De multiples postes douaniers sont créés. En même temps, les paraphylakitai cessent d’être mentionnés dans les sources. Et l'on ne trouve plus que des mentions du paraphylax. Mais il ne s'agit pas seulement d’un changement de nomenclature, puisque leur rôle change aussi. Les Romains transforment ce fonctionnaire en véritable magistrature. Le paraphylax devient responsable de la police des campagnes des cités. D’ailleurs, en tant que magistrat, il est intégré au cursus honorum de sa cité. Il ne doit plus uniquement agir en tant que simple gendarme, mais il doit aussi s'acquitter de tâches en lien avec ses nouvelles compétences de premier plan en ce qui a trait au commerce ou à la surveillance du territoire. Il peut aussi s’occuper des douanes ou d’autres tâches. Leur rôle est très varié selon les régions. Pour parcourir les vastes étendues des territoires ruraux des cités, le paraphylax montent un cheval et il est équipé d'un glaive, d'un bouclier et quelquefois d'un bâton. Il est aussi possible de retrouver un paraphylax s'occupant de quelques hommes sous ses ordres pour s’acquitter de sa tâche. À l’intérieur des villes, des paraphylakes commandaient parfois de petits groupes de jeunes hommes, soit des neaniskoi, soit des hippokômoi. Il les occupent alors en leur faisant construire des bâtiments dédiés à des divinités.
Au cours du IIe siècle, le banditisme est devenu de plus en plus fréquent dans les campagnes d’Asie Mineure. Pour remédier à cette situation, les autorités romaines décident d’augmenter le nombre de paraphylax. Ainsi, dans les places fortes, on les trouve commandant des diôgmitai (littéralement: poursuivants) pour assurer la défense du territoire contre les bandits.Mais cette solution ne permet pas à elle seule de régler le problème du banditisme en Asie Mineure et les Romains réduisent dès lors les effectifs. Il semble que le paraphylax et l’institution de la paraphylakie entrent en déclin à partir du IIIe siècle, alors que les soldats romains prennent de plus en plus de place en Orient en tant que force policière. À partir de cette époque, le paraphylax est un magistrat de moins en moins présent en Asie Mineure, mais le succès qu’il a aux siècles précédents aura permis la diffusion de cette magistrature partout en Orient. On les retrouve en Grèce, en Thrace, en Syrie, en Égypte, en Mésopotamie. Malgré cette présence, ils disparaissent tout de même durant quelques siècles, et on ne les voit réapparaître que bien plus tard, occupant un tout autre rôle dans l’Empire byzantin.

## Le paraphylax durant le Moyen Âge

### Durant l'époque byzantine

L'Empire byzantin et son évolution sur plusieurs siècles.

Au VIIIe siècle, l’Empire byzantin est menacé de toute part. Les Arabes, les Perses et les peuples barbares mettent une pression très forte sur l’Empire. Devant ces menaces, les empereurs décident d’accélérer les réformes administratives, surtout militaires et fiscales. Les thèmes apparaissent à cette époque. En même temps, l’ordre sénatorial disparaît de la sphère politique en Orient et en Occident. Les dignités sénatoriales sont remplacées par la nouvelle hiérarchie des titres. Au cours de cette période, l’évolution des postes et des dignités s'accélère. 
Durant la deuxième moitié du VIIIe siècle, le comte de la ville d’Abydos disparaît et il est remplacé par un nouveau fonctionnaire, le paraphylax. L’origine et la nature de cette charge ne sont pas précisément déterminées. Au contraire du paraphylax antique ou des paraphylakitai que l’on pouvait trouver auparavant en Asie Mineure, le paraphylax d’Abydos doit précisément défendre la ville contre les ennemis de l’Empire. Il a donc un rôle essentiellement militaire, qui ne concernait pas tant les campagnes que la ville elle-même. L’origine du paraphylax byzantin n’est pas certaine. L’hypothèse la plus récente tend à établir un lien direct entre la création du paraphylax et la grande offensive arabe de 717. Ce serait à l’origine l’incapacité de la marine byzantine à bloquer les voies maritimes menant à Constantinople qui aurait forcé l’empereur à entreprendre une réforme complète du système naval. À travers cette réforme, le comte d’Abydos, le fonctionnaire dirigeant la ville, aurait été remplacé par le paraphylax afin de mieux gérer la défense du territoire. En ce sens, ils auraient correspondu au rôle qu’on attribue aux paraphylakes des kastra. Si cette hypothèse est exacte, le premier paraphylax de l’Empire à avoir été nommé aurait été le paraphylax d’Abydos. Dans cette ville, ce fonctionnaire joue un rôle important depuis sa création, au milieu du VIIIe siècle, jusqu’au milieu du IXe siècle. Il semblerait que les thèmes aient été au cœur de sa nomination jusqu’à la disparition du paraphylax d’Abydos. Cependant, ils ne sont pas tous disparus en même temps. On retrouve même dans la langue arabe, notamment dans les écrits d’Ibn al-Faqīh, le mot barafilays, qui désignerait le paraphylax byzantin. Il y a donc eu des contacts suffisamment prolongés entre des étrangers arabes et les paraphylakes des villes byzantines pour que des traces soient laissées dans leurs écrits.
Les paraphylakes sont présents dans plusieurs villes telles que Nicée, Amorion, Colonée, Éphèse, ou encore en Crète. Ils étaient tous responsables de la défense d’une seule ville et de son territoire. Mais il semblerait que le paraphylax de Crète ait eu des responsabilités plus grandes que les autres. On a retrouvé un sceau byzantin du VIIIe siècle appartenant à Jean, archôn et paraphylax de Crète. Celui-ci doit organiser et coordonner la défense de l’île de Crète tout entière. Ceci s’explique facilement. En fait, le rôle militaire octroyé par l’empereur se résume à la ville de Gortyne. Jean appelle la ville « Crète » sur son sceau. En même temps, il est aussi archôn de l’île de Crète. Pour ainsi dire, en tant que paraphylax, il gère la défense de la ville et il s’occupe de la défense de l’île en tant qu'archôn. Il cumule ainsi les charges. Il est assez fréquent dans l’Empire byzantin de voir les charges cumulées. Ailleurs, comme à Amisos, actuellement la ville de Samsun en Turquie, le titre de paraphylax peut être ajouté à celui de tourmaches. Il est parfois ajouté au titre de candidat ou encore il peut être ajouté au titre de strator impérial. Les titres qui lui sont associés ressortent essentiellement du domaine militaire ou administratif. Le paraphylax joue un rôle dans la défense de certaines villes byzantines tout au long du VIIIe siècle, très certainement, mais il ne laisse que peu de traces de sa présence. Dans le Klétorologion de Philothée, il n'y a qu'une seule attestation de ce titre honorifique. Il fait partie de la quatrième classe, dite « celle des hypatoi, stratôres, candidats, mandatôres, vestitôres, les sans-tires, tagmatikoi et thématikoi ». Il est désigné en tant que « paraphylakes des kastra sans dignité ». Il ne faudrait pas confondre tous les différents types de paraphylakes. Il est fait mention ici qu'ils sont sans dignité, c'est-à-dire qu'ils n'ont pas préséance sur ceux qui ont des dignités. L'absence de toute autre appellation pourrait permettre de croire qu'ils sont tous appelés de cette façon, mais ce serait trop imprécis. Dans ses commentaires, Nicolas Oikonomidès écrit que le paraphylakes des kastra semblent être le commandant militaire d'une ville fortifiée. Il est aussi mentionné dans plusieurs chrysobulles des IXe et XIe siècles.
À partir de la fin du XIe siècle, le paraphylax n'est plus mentionné dans les sources. Par ailleurs, tous les sceaux qui ont été retrouvés sur les sites archéologiques et qui ont été répertoriés ont été fabriqués et utilisés avant le XIIe siècle, puis aucun nouveau sceau n'a été retrouvé après cette période. Il est possible que les paraphylakes aient disparu et aient été remplacés par un nouveau type de fonctionnaire militaire, possiblement lors d’une réforme des thèmes, puisque l'apparition du paraphylax était fortement liée à ceux-ci.